# Annona frutescens
Annona frutescens este o specie de plante angiosperme din genul Annona, familia Annonaceae, descrisă de Robert Elias Fries. Conform Catalogue of Life specia Annona frutescens nu are subspecii cunoscute.